# Feistelkrypto
Feistelkrypto, ibland Feistelnätverk, är en typ av substitutions-permutationskrypto föreslaget av Horst Feistel 1973. Krypteringstekniken fungerar genom att använda en inmatning på 2w bitar (där w är ett heltal) samt en nyckel, varefter bitsträngen delas upp i två delar vilka därefter passerar genom n stycken krypteringsomgångar. Varje krypteringsomgång består i att en del av nyckeln kombineras med ena halvan av bitinmatningen med hjälp av en funktion, för att sedan via en XOR-operation kombineras med andra halvan av bitinmatningen. Därefter växlar halvorna sida, och skickas till nästa krypteringsomgång.